# Дегтяревский (Новосибирская область)
Дегтяревский — упразднённый аул в Карасукском районе Новосибирской области России. На момент упразднения входил в состав Троицкого сельсовета. Упразднён в 1971 году.

## География
Располагался на северо-западе района, в 4,7 километрах к северо-востоку от поселка Поповка.

## История
В 1928 году аул состоял из 45 хозяйств. В ауле имелся маслозавод. В административном отношении входил в состав Поповского сельсовета Андреевского района Славгородского округа Сибирского края.
Решением Новосибирского облисполкома от 04.01.1971 г. № 2 аул исключен из учётных данных.

## Население
В 1926 году в ауле проживало 210 человек (106 мужчин и 104 женщины), основное население — киргизы (старое название казахов).